# Ямаэ
Ямаэ (яп. 山江村 Ямаэ-мура) — село в Японии, находящееся в уезде Кума префектуры Кумамото. Площадь села составляет 121,21 км², население — 3538 человек (1 августа 2014), плотность населения — 29,19 чел./км².

## Географическое положение
Село расположено на острове Кюсю в префектуре Кумамото региона Кюсю. С ним граничат города Яцусиро, Хитоёси и сёла Кума, Сагара, Ицуки.

## Население
Население села составляет 3538 человек (1 августа 2014), а плотность — 29,19 чел./км². Изменение численности населения с 1980 по 2005 годы:
| 1980 | 4276 чел. |  |
| 1985 | 4398 чел. |  |
| 1990 | 4237 чел. |  |
| 1995 | 4118 чел. |  |
| 2000 | 4104 чел. |  |
| 2005 | 3901 чел. |  |

## Символика
Деревом села считается криптомерия, цветком — рододендрон, птицей — Zosterops japonicus.